# واين كارليسلي
واين كارليسلي (بالإنجليزية: Wayne Carlisle)‏ (9 سبتمبر 1979 في المملكة المتحدة - ) هو لاعب كرة قدم بريطاني في مركز الوسط. شارك مع منتخب أيرلندا الشمالية تحت 21 سنة لكرة القدم. أما مع النوادي، فقد لعب مع سويندون تاون وكريستال بالاس ونادي إكزتر سيتي ونادي بريستول روفيرز ونادي توركي يونايتد ونادي ليتون أورينت وTruro City F.C. ‏.

## وصلات خارجية
- واين كارليسلي على موقع قاعدة بيانات كرة القدم.إي يو (الإنجليزية)
- واين كارليسلي على موقع Soccerbase.com (لاعب) (الإنجليزية)